# Yamaha FZR 750R
La Yamaha FZR 750R, chiamata anche OW01, è una motocicletta prodotta dalla casa motociclistica giapponese Yamaha dal 1987 al 1992.
La moto era una cosiddetta "race replica", realizzata in produzione limitata esclusivamente per ottenere l'omologazione per l'impiego agonistico nel campionato mondiale superbike.
La dicitura OW01 è il nome in codice del progetto utilizzato durante lo sviluppo della moto, che in seguito venne mantenuto anche sulla moto di serie.

## Profilo e contesto
La FZR 750R era una moto sportiva di medio-alta cilindrata dotata del motore Yamaha a quattro cilindri in linea inclinati in avanti di 40° da 749 cm³, telaio "Deltabox" in alluminio, testata a 20 valvole (ogni cilindro ne aveva 5, di cui tre di aspirazione e due di scarico), svariati elementi e componentistica realizzate in magnesio e titanio (quest'ultimo materiale impiegato per esempio per le bielle). La sospensione posteriore era costituita da un ammortizzatore Öhlins con regolazione del precarico idraulica. La trasmissione era affidata ad cambio a sei marce con rapporti ravvicinati. Lo scarico era dotato della valvola parzializzatrice EXUP, mentre l'aspirazione di quattro farfalle e altrettanti carburatori. 
Realizzata per competere all'interno del Campionato Mondiale Superbike contro le Honda VFR 750R e Ducati 851, venne definita come una moto innovativa e all'avanguardia per l'epoca.
Le vendite furono limitate a sole 500 unità. Oltre alla potenza massima di 77 CV per il mercato nipponico e circa 121 CV a 12 mila giri per quello d'esportazione, tra la versione nazionale e la specifica di esportazione, cambiavano il design attorno ai fanali del cupolino, il parafango e le grafica della livrea. Sul mercato italiano nel 1989 aveva un prezzo di circa 36 milioni di lire, circa il doppio rispetto alla FZR 1000 che era la Yamaha   più costosa dell'epoca.